# Sulimov
Sulimov (deutsch Silimow, früher Sillimow) ist eine Gemeinde in Tschechien. Sie liegt acht Kilometer südlich von Kroměříž und gehört zum Okres Kroměříž.

## Geographie
Das Straßendorf Sulimov erstreckt sich in den nordöstlichen Ausläufern des Marsgebirges am Rande des Naturparks Chřiby auf einer Länge von einem knappen Kilometer in einer Hanglage über dem Tal eines kleinen Zuflusses zum Panenský potok. Der höchste Punkt liegt bei 304 m n.m., der tiefste bei 238 m n.m. Nordöstlich erhebt sich der Vinohrádek (295 m), im Osten der Jámy (299 m) und südlich die Kula (391 m).
Nachbarorte sind Bařice im Norden, Karolín im Nordosten, Nový Dvůr und Bělov im Osten, Kopaniny, Podkoryta und Nová Dědina im Südosten, Tabarky im Süden, Lubná im Südwesten, Vrbka im Westen sowie Velké Těšany im Nordwesten.

## Geschichte
Die erste schriftliche Erwähnung von Svlimow erfolgte 1353. Im Jahre 1365 wurde das Dorf Teil der Milota von Benešov gehörigen Herrschaft Kvasice. Während der Hussitenkriege plünderten und brandschatzten die Hussiten die dem strengen Katholiken und Anhänger des Kaisers, Milota II. von Benešov und Kvasice gehörige Herrschaft. Im Juni 1423 eroberten die Aufständischen unter Diviš Bořek von Dohalice und Miletínek nach einem dreitägigen Kampf, bei dem auch der Grundherr fiel, die Burg Kvasice. 1433 verkaufte Milotas Schwester Anna die Herrschaft an Jan Kužel von Žeravice. In der zweiten Hälfte des 15. Jahrhunderts erlosch das Dorf. Als Arnošt Kužel von Žeravice und Kvasice im Jahre 1507 Hynek Boček von Kunstadt testamentarisch als Erben der Herrschaft Kvasice einsetzte, wurde Sulimov als wüst bezeichnet.
Nach dem Ende des Dreißigjährigen Krieges ließ Johann von Rottal das Dorf wiederbesiedeln. Im Jahre 1670 wurde es als Sylymow bezeichnet. Nach dem Tode von Joachim Adam von Rottal erbte 1746 dessen Tochter Marie Anna und deren Mann Franz Adam von Lamberg die Herrschaft. 1845 erwarb Friedrich von Thun und Hohenstein durch Heirat mit Leopoldine von Lamberg die Herrschaft Kvasice. 1846 wurde das Dorf als Sulimow bezeichnet. Bis zur Mitte des 19. Jahrhunderts blieb Sulimow immer nach Kvasice untertänig.
Nach der Aufhebung der Patrimonialherrschaften bildete Silimow ab 1850 eine Gemeinde in der Bezirkshauptmannschaft Kroměříž. Die Bewohner des Dorfes lebten von der Landwirtschaft. Ab 1890 wurde die Gemeinde als Silímov und seit Beginn des 20. Jahrhunderts als Silimov bezeichnet. Im Jahre 1906 entstand die Brennerei. Der heutige Ortsname Sulimov wird seit 1924 verwendet. Nach der Machtübernahme durch die Kommunisten erfolgte die Kollektivierung der Landwirtschaft, lediglich der Betrieb der Familie Fiala wurde bis zum Ende der kommunistischen Herrschaft privat geführt. 1961 erfolgte die Eingemeindung von Vrbka und Karolín. Mit Beginn des Jahres 1992 löste sich Karolín und ein Jahr später auch Vrbka los und bildeten eigene Gemeinden. Überregional bekannt ist das Dorf durch seine Schnapsbrennerei.

## Gemeindegliederung
Für die Gemeinde Sulimov sind keine Ortsteile ausgewiesen. Zu Sulimov gehört die Einschicht Tabarky.

## Sehenswürdigkeiten
- Statue der hl. Anna, errichtet 1994
- Glockenturm, erbaut zu Beginn des 19. Jahrhunderts
- Kusalov-Kreuz an der Schule, errichtet 1904
- Zapletal-Kreuz, geschaffen 1906
- Zwei Grabstätten aus der Zeit des Großmährischen Reiches bei Tabarky. Die nördlich von Tabarky gelegene umfasst 60 Grabhügel, eine weitere liegt südöstlich von Tabarky.
- Windmühle, nordwestlich des Dorfes auf halbem Wege nach Velké Těšany, sie dient heute als Museum